# برايان دوبوا
برايان دوبوا (بالإنجليزية: Brian Dubois)‏ هو لاعب كرة قاعدة أمريكي، ولد في 18 أبريل 1967 في جوليت في الولايات المتحدة.

## وصلات خارجية
- برايان دوبوا على موقعبيزبول رفرنس.كوم (الدوري الرئيسي) (الإنجليزية)
- برايان دوبوا على موقعبيزبول رفرنس.كوم (الدوري الثانوي) (الإنجليزية)